# Сансаносмилусы
Сансаносмилусы (лат. Sansanosmilus) — вымерший род млекопитающих семейства Barbourofelidae (ложно-саблезубые кошки) из отряда хищных. Эндемичен для Европы, где обитал в миоцене , 13,65—9,7 млн лет назад, в течение примерно 3,95 млн лет.

## Таксономия

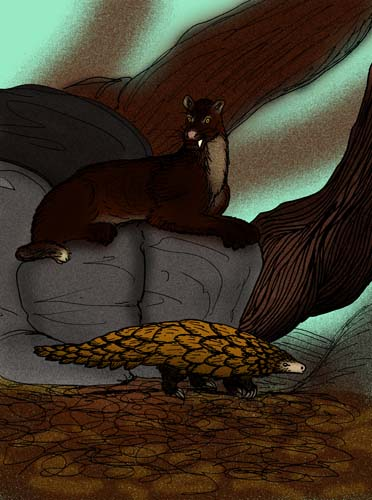
S. palmidens и Necromanis

Сансаносмилусы принадлежат семейству Barbourofelidae — группы кошкообразных, родственных либо кошачьим, либо нимравидам. У этого мускулистого зверя были короткие лапы и длинный хвост. Сансаносмилусы достигали в длину 1,5 м и, вероятно, весили около 80 кг. В 1961 году палеонтолог Л. Гинзбург после изучения костей стопы и сравнения их с костями настоящего кошачьего Pseudaelurus из тех же отложений пришёл к выводу, что сансаносмилус являлся стопоходящим животным. Это отличает его от более поздних Barbourofelidae, которые, как полагают, являлись полустопоходящими или полупальцеходящими животными.
Типовой вид Sansanosmilus palmidens известен по окаменелостям орлеанского и астаракского ярусов во Франции. Хотя с 1970-х годов Albanosmilus рассматривался как младший синоним Sansanosmilus, Robles et al. (2013) продемонстрировали, что типовой вид Albanosmilus — S. jourdani (которого они считали старшим синонимом S. vallesiensis) — более тесно связан с Barbourofelis, чем с типовым видом сансаносмилуса и, таким образом, достаточно отличается для выделения в отдельный род. Wang et al. (2020) согласились с Robles et al. (2013), что Albanosmilus ближе к Barbourofelis, чем к сансаносмилусам.
Ещё два вида сансаносмилусов (S. rhomboidalis и S. serratus) были описаны Дж. Э. Пилигримом в 1932 году на основе фрагментарных окаменелостей из Siwaliks. Новые образцы Sansanosmilus rhomboidalis были описаны в 2022 году.